# Печорнянский сельский совет (Лановецкий район)
Печорнянский сельский совет (укр. Печірнянська сільська рада) — входит в состав
Лановецкого района
Тернопольской области
Украины.
Административный центр сельского совета находится в 
с. Печорна.

## Населённые пункты совета
- с. Печорна
- с. Коростова
- с. Кутыска